# 冯营水库
冯营水库是中国湖北省襄阳市老河口市境内的一座水库，建于1978年。水库正常库容为1002万立方米，集雨面积为3平方千米，海拔为140米。